# Directiva 93/98/EEC
Directiva Consiliului 93/98/CEE din 29 octombrie 1993 privind armonizarea duratei de protecție a dreptului de autor și a anumitor drepturi conexe este o directivă a Uniunii Europene în domeniul legii dreptului de autor, adoptată în baza dispozițiilor Actului unic european care a revizuit prevederile Tratatului de la Roma. Aceasta a fost înlocuită de Directiva 2006/116/CE a Parlamentului European și a Consiliului Uniunii Europene din 12 decembrie 2006 privind durata de protecție a dreptului de autor și a anumitor drepturi conexe.

## Durata de protecție
Adoptarea directivei a avut scopul principal de a se asigura că există o singură durată de protecție a dreptului de autor și a drepturilor conexe în întreaga Uniune Europeană. Termenul ales pentru o lucrare a fost 70 de ani de la moartea autorului (post mortem auctoris, pma) pentru drepturile autorilor indiferent de momentul în care lucrarea a fost publicată legal (Art. 1), mai îndelungat decât termenul de 50 de ani post mortem auctoris prevăzut de Convenția de la Berna pentru protecția operelor literare și artistice (Art. 7.1 din Convenția de la Berna). În cazul în care autorul este anonim sau a realizat lucrarea sub pseudonim termenul pentru protejarea drepturilor de autor este de 70 de ani de la data primei publicări legale. Directiva menționează că scopul inițial al Convenției de la Berna a fost de a proteja creațiile pentru două generații după moartea autorului și că termenul de cincizeci de ani nu mai era suficient pentru îndeplinirea acestui scop (alin. 5 din preambul). Se spune adesea că 70 de ani pma era cea mai îndelungată durată de protecție a drepturilor de autor din orice stat membru în acea perioadă: această afirmație nu este strict corectă și nu este citată ca motiv pentru alegerea duratei sus-menționate în directivă. În cazul în care un stat membru proteja la acel moment o lucrare pentru o durată mai îndelungată decât cea prevăzută în directivă, termenul de protecție a drepturilor de autor nu s-a redus [Art. 10(1)], dar celelalte state membre nu vor respecta perioadă mai lungă.
Durata de protecție a drepturilor conexe (cele ale artiștilor interpreți sau ale producătorilor de film și de fonograme și ale posturilor de radiodifuziune) a fost stabilită la cincizeci de ani, cu următoarele reguli pentru calcularea datei de începere (Art. 3). Această perioadă de cincizeci de ani a fost discutată în cadrul Comunității Europene, la negocierile care au condus la Acordurile de la Marrakech, inclusiv Acordul privind aspectele comerciale ale drepturilor de proprietate intelectuală (TRIPS).
| Titularii drepturilor             | Începerea duratei de protecție |
| --------------------------------- | --- |
| Artiști interpreți sau executanți | data reprezentației, cu excepția cazului în care definitivarea reprezentației este publicată legal sau comunicată legal către public în această perioadă, caz în care data primei astfel de publicări sau a primei astfel de comunicări către public, oricare dintre ele este mai devreme, este data de la care începe protecția dreptului de autor. |
| Producătorii de fonograme         | data finalizării, cu excepția cazului în care fonograma este publicată legal sau comunicată legal către public în această perioadă, caz în care data primei astfel de publicări sau a primei astfel de comunicări către public, oricare dintre ele este mai devreme, este data de la care începe protecția dreptului de autor.                       |
| Producătorii de film              | data finalizării, cu excepția cazului în care filmul este publicat legal sau comunicat legal către public în această perioadă, caz în care data primei astfel de publicări sau a primei astfel de comunicări către public, oricare dintre ele este mai devreme, este data de la care începe protecția dreptului de autor.                            |
| Posturile de radiodifuziune       | prima difuzare a unei emisiuni, indiferent dacă această emisiune a fost difuzată prin fir sau prin aer, inclusiv prin cablu sau prin satelit. |

### Restaurarea drepturilor de autor
Noul termen al drepturilor de autor se aplică, de asemenea, și lucrărilor deja existente atunci când directiva a intrat în vigoare, așa cum a dispus Curtea Europeană de Justiție în cazul Butterfly, chiar dacă ele  intraseră anterior în domeniul public. Strict, el se aplică lucrărilor care erau protejate în cel puțin un stat membru la 1 iulie 1995, deși cele mai multe state membre au ales să le aplice la toate lucrările care s-ar califica acestor termeni de protecție, indiferent de protecția drepturilor de autor în alte părți: această abordare este mult mai simplă pentru instanțele naționale de judecată, deoarece acestea din urmă nu trebuie să ia în considerare aplicabilitatea unor legi străine.
Efectul acestei abordări s-a văzut în hotărârea Curții Europene de Justiție ce a judecat cazul Puccini, care s-a referit la fapte care s-au petrecut înainte ca aplicarea directivei să intre în vigoare. Landul Hessa din Germania a pus în scenă opera La Bohème de Puccini în stagiunea 1993/94 a Hessisches Staatstheater Wiesbaden fără permisiunea deținătorului drepturilor de autor. Opera a fost publicată pentru prima dată în Italia și Puccini a murit pe 29 noiembrie 1924. În acea perioadă, Italia avea o durată de protecție a drepturilor de autor de 56 de ani pma, deci protecția italiană a expirat la sfârșitul anului 1980: Germania, cu toate acestea, proteja lucrările autorilor germani pe o durată de 70 de ani pma și aplica „regula termenului mai scurt” (Art. 7.8 a Convenției de la Berna) pentru lucrările unor autori străini. Curtea Europeană de Justiție a decis că aplicarea regulii termenului mai scurt între statele membre era o încălcare a principiului nediscriminării prevăzut în articolul 12 din Tratatul de constituire a Comunității Europene: prin urmare, lucrarea trebuia să fie protejată în continuare în Germania, chiar dacă ea nu mai era protejată în Italia. Astfel de cazuri nu ar trebui să mai apară prin punerea în aplicare a directivei.

## Lucrări nepublicate anterior
Directiva acordă un drept de publicare editorului unei lucrări din domeniul public, care nu a fost publicată anterior, de 25 de ani după data publicării (Art. 4). Lucrările trebuie să fi fost „publicate din punct de vedere legal”. În unele țări (de exemplu Franța), autorii și moștenitorii lor au un drept perpetuu de a autoriza (sau nu) publicarea unei lucrări și, în aceste cazuri, publicarea trebuie făcută cu acordul titularilor drepturilor morale asupra lucrării.

## Alte dispoziții
Așa cum este normal în domeniul legii drepturilor de autor, toate perioadele de protecție continuă până la sfârșitul anului calendaristic în care ar urma să expire (Art. 8). Statele membre pot proteja „edițiile științifice și critice ale operelor care aparțin domeniului public”, pentru o durată maximă de treizeci de ani (Art. 5). Protecția drepturilor morale se stabilește prin legislația națională (Art. 9).

## Punerea în aplicare
| Implementarea directivei de către statele membre      | Implementarea directivei de către statele membre | Implementarea directivei de către statele membre |
| ----------------------------------------------------- | ------------------------------------------------ | --- |
| Austria                                               | Austria                                          | Urheberrechtsgesetznovelle 1996 |
| Belgia                                                | Belgia                                           | Wet van 30 juni 1994 betreffende het auteursrecht en de naburige rechten / Loi du 30 juin 1994 relative au droit d'auteur et aux droits voisins |
| Bulgaria                                              | Bulgaria                                         | Хармонизиран със Закон за изменение и допълнение на Закона за авторското право и сродните му права (04.04.2000) |
| Cehia                                                 | Cehia                                            | Legea nr. 121/2000 Coll. din 7 aprilie 2000 cu privire la drepturi de autor, drepturi conexe și revizuirea anumitor legi (Legea drepturilor de autor) |
| Cipru                                                 | Cipru                                            | Copyright Act 2006 |
| Danemarca                                             | Danemarca                                        | Legea drepturilor de autor nr. 395 din 1995 |
| Estonia                                               | Estonia                                          | necunoscută |
| Finlanda                                              | Finlanda                                         | Asetus tekijänoikeuslain soveltamisesta eräissä tapauksissa Euroopan talousalueeseen kuuluvista valtioista peräisin oleviin suojan kohteisiin |
| Franța                                                | Franța                                           | Loi No 97-283 du 27 mars 1997 portant transposition dans le code de la propriété intellectuelle des directives du Conseil des Communautés européennes Nos 93/83 du 27 septembre 1993 et 93/98 du 29 octobre 1993 |
| Germania                                              | Germania                                         | Drittes Gesetz zur Änderung des Urheberrechtsgesetzes vom 23. Juni 1995. |
| Grecia                                                | Grecia                                           | Legea nr. 2557/1997 (Articolul 8), Government Gazette A-271/24-12-1997 |
| Republica Irlanda                                     | Irlanda                                          | European Communities (Term of Protection of Copyright) Regulations, 1995 (S.I. No. 158 of 1995) |
| Italia                                                | Italia                                           | Legea nr. 52 din 6 februarie 1996 |
| Letonia                                               | Letonia                                          | Autortiesību likums (2000-04-06) |
| Lituania                                              | Lituania                                         | Autorių teisių ir gretutinių teisių įstatimas N. VIII-1185 (1999-05-18) |
| Luxemburg                                             | Luxemburg                                        | Loi du 8 septembre 1997 portant modification de la loi modifiée du 29 mars 1972 sur le droit d'auteur et de la loi du 23 septembre 1975 sur la protection des artistes interprètes ou exécutants, des producteurs de phonogrammes et des organismes de radiodiffusion („droits voisins”) en ce qui concerne la durée de protection |
| Malta                                                 | Malta                                            | Copyright Act, 2000 |
| Regatul Unit al Marii Britanii și al Irlandei de Nord | Marea Britanie                                   | Duration of Copyright and Rights in Performance Regulations 1995, SI 1995/3297, amending the UK Copyright, Designs and Patents Act 1988. |
| Polonia                                               | Polonia                                          | Implementată în 2000/2002 |
| Portugalia                                            | Portugalia                                       | Decreto-Lei n. 334/97, de 27 de Novembro de 1997, transposição da Directiva 93/98/EEC de Outubro 1993, relativa à harmonização do prazo de protecção dos direitos de autor e de certos direitos conexos, intrată în vigoare de la 1 iulie 1995. |
| România                                               | România                                          | Legea nr. 8 din 14 martie 1996 |
| Slovacia                                              | Slovacia                                         | Legea drepturilor de autor din 5 decembrie 1997 (nr. 383/1997) |
| Slovenia                                              | Slovenia                                         | Legea drepturilor de autor și a drepturilor conexe (Zakon o avtorski in sorodnih pravicah; adoptată pe 30 martie 1995, revizuită pentru ultima oară în decembrie 2006) |
| Spania                                                | Spania                                           | Ley 27/1995 de 11 de octubre, de incorporación al Derecho español de la Directiva 93/98/CEE del Consejo, de 29 de octubre de 1993, relativa a la armonización del plazo de protección del derecho de autor y de determinados derechos afines |
| Suedia                                                | Suedia                                           | Implementată în 1995 |
| Țările de Jos                                         | Țările de Jos                                    | Wet van 21 december 1995 tot wijziging van de voorstellen van wet tot wijziging van de Auteurswet 1912 en de Wet op de naburige rechten in verband met de richtlijn nr. 93/98/EEG van de Raad van de Europese Gemeenschappen van 29 oktober 1993, betreffende de harmonisatie van de beschermingstermijn van het auteursrecht en van bepaalde naburige rechten (PbEG L290) en in verband met de richtlijn van 19 november 1992, PbEG 1992, L346/61 betreffende het verhuurrecht, het uitleenrecht en bepaalde naburige rechten op het gebied van intellectuele eigendom Wet van 21 december 1995 tot wijziging van de Auteurswet 1912 en de Wet op de naburige rechten in verband met de richtlijn, nr. 93/98/EEC van de raad van de Europese Gemeenschappen van 29 oktober 1993, betreffende de harmonisatie van de beschermingstermijn van het auteursrecht en van bepaalde naburige rechten (PbEG L290) |
| Ungaria                                               | Ungaria                                          | Implementată în 1999/2003 |